# Lijst van kwartieren bij het Beleg van 's-Hertogenbosch
Een lijst van Kwartieren die bij het Beleg van 's-Hertogenbosch waren aangelegd. Tussen haakjes zijn de plaatsen vermeld, waar de kwartieren waren gelegen.
- Kwartier van Graaf van Solms (Engelen)
- Kwartier van Rees (Deuteren)
- Kwartier van Frederik Hendrik (Vught)
- Kwartier van Bredero (Den Dungen)
- Kwartier van Ernst Casimir (Hintham)
- Kwartier van Willem Nassau (Orthen)